# 香月杏珠
香月杏珠（日语：／ Kouduki Anjyu，2001年11月14日—  ），日本寫真偶像、前年少偶像。於大阪府出身。所屬事務所為班比納（バンビーナ）。
香月杏珠為妹與妹（いもうとシスターズ）的成員，屬關西3期生。

## 生平
香月杏珠在2001年11月14日於日本大阪府出生。她在小學6年級時拍攝了首部寫真影片《初寫》（初写）。
杏珠在升上初中後的第一部作品為《這是甚喵 香月杏珠》（ニャンこれ 香月杏珠），當中拍攝了她Cosplay成小貓、身穿女仆装進行掃除的場面。
杏珠在經過3年活動休止後，於2020年憑着《變得好想了解你》（君のことを知りたくなる）一作復出，於當中扮演身體不好，但卻勉強於校內游泳的青梅竹馬。她在2019年11月於千葉縣拍攝此作。杏珠在紀念活動中表示此作跟以往的不同，其「有故事有台詞」，並指台詞的數量「令自己緊張到不行」。
2020年3月25日，推出了《和你》（and you），於當中扮演在前輩（觀眾）房間跟前輩一起學習的後輩。2020年5月25日，她推出了新作《同班同學》（クラスメイド），當中設定為觀眾想跟無口的她打好關係但不果後，便去光顧女僕咖啡廳，但卻在店內遇見扮演女僕的杏珠。2020年7月25日，作品《杏珠日和》正式推出，當中有一場景拍攝了她身穿彷如婚紗的泳衣走上樓梯的樣子。她在2020年9月25日推出了《喜好各異》（好きずき。）。它以跟喜歡自己的青梅竹馬（觀眾）說自己有了心上人作開頭，然後接下來就是青梅竹馬的妄想情節。她在2020年11月25日推出了第38部寫真影片《放學後女友》（放課後カノジョ），當中內容在2020年9月於東京都拍攝。她在當中扮演跟老師（觀眾）秘密交往的女高中生，然後把背景設定改為一起去修學旅行。

## 個人
興趣為伸展體操和挑選相配的時裝。特技則為跳芭蕾舞和踢踏舞。
在拍攝《變得好想了解你》後，她表示由於攝影師的生日「跟自己差不多」，故對其留下一定印象。

## 作品

### DVD與BD
| 日期           | 名稱    |
| -------------- | ------- |
| 2013年12月10日 |         |
| 2014年2月28日  |         |
| 2014年3月10日  |         |
| 2014年4月25日  |         |
| 2014年5月10日  |         |
| 2014年6月25日  |         |
| 2014年7月25日  |         |
| 2014年9月10日  | [ 5 ]   |
| 2014年11月10日 |         |
| 2014年11月10日 |         |
| 2014年12月10日 |         |
| 2014年12月20日 |         |
| 2015年2月10日  |         |
| 2015年3月10日  |         |
| 2015年4月25日  |         |
| 2015年5月25日  |         |
| 2015年7月10日  |         |
| 2015年8月10日  |         |
| 2015年9月10日  |         |
| 2015年10月10日 |         |
| 2015年11月10日 |         |
| 2015年12月20日 |         |
| 2016年2月25日  |         |
| 2016年3月25日  |         |
| 2016年4月10日  |         |
| 2016年5月10日  |         |
| 2016年6月10日  |         |
| 2016年7月10日  |         |
| 2016年8月25日  |         |
| 2016年9月10日  |         |
| 2016年10月25日 |         |
| 2016年12月10日 |         |
| 2020年1月25日  |         |
| 2020年3月25日  | and you |
| 2020年5月25日  |         |
| 2020年7月25日  |         |
| 2020年9月25日  |         |
| 2020年11月25日 |         |
| 2021年1月25日  | for you |
| 2021年3月25日  |         |
| 2021年6月25日  |         |
| 2021年8月25日  |         |
| 2021年10月25日 |         |

### 電視節目
| 名稱 | 電視台   |
| ---- | -------- |
|      | 朝日放送 |

### 電影
| 名稱 | 扮演人物 |
| ---- | -------- |
|      | 杏       |

### 雑誌
| 名稱 | 出版社   |
| ---- | -------- |
|      |          |
|      |          |
|      | KADOKAWA |

### 音樂劇
| 名稱 |
| ---- |
|      |
|      |

### 活動
| 名稱                                |
| ----------------------------------- |
| DREAM KIDS Collection2014 1st Stage |
| DREAM KIDS Collection2015           |

## 外部連結
- 官方簡介 （页面存档备份，存于）
- 香月杏珠的X（前Twitter）
- 香月杏珠 (こうづきあんじゅ)的Instagram帳戶